# Кисленко (хутор)
Кисленко — хутор в Яковлевском районе Белгородской области России.
Входит в состав городского поселения посёлок Томаровка.

## География
Расположен рядом с железной дорогой, где имеется остановочная платформа 130 км; западнее хутора Семин. Южнее хутора протекает река Везёлка.
Через Кисленко проходит просёлочная дорога.

## Население
| 2002 | 2010 |
| ---- | ---- |
| 7    | ↘4   |